# TeamViewer
TeamViewer és un programari la funció del qual és connectar-se remotament a un altre equip. Entre les seves funcions estan: compartir i controlar escriptoris, reunions en línia, videoconferències i transferència d'arxius entre ordinadors. TeamViewer GmbH fou fundat el 2005 a Göppingen, Alemanya.

## Característiques
TeamViewer està disponible per als sistemes operatius Microsoft Windows, Mac OS X, Linux, iOS, Android, Windows Phone 8, Windows 10 Mobile BlackBerry i Windows RT. També és possible l'accés a un equip remot mitjançant un navegador web.

## Funcionament
El programari es pot instal·lar amb un procediment d'instal·lació ordinari, tot i que la versió "Quick Support" s'executa sense necessitat d'instal·lació. Per connectar-se a un altre equip, cal que el TeamViewer s'executi en ambdues màquines.
La instal·lació requereix accés d'administrador, però un cop instal·lat el pot executar qualsevol usuari.
Quan el programari s'inicia a un ordinador, genera una ID i contrasenya (l'usuari en pot definir una pròpia si ho desitja). Per establir una connexió entre l'equip local i un de remot, l'usuari de l'equip local s'ha de posar en contacte amb l'altre i introduir l'ID i contrasenya d'aquest.
Per començar una reunió en línia, el moderador proporciona l'ID de la reunió als participants, els quals s'afegeixen a la trobada a partir de la versió completa de TeamViewer o la versió per navegador mitjançant l'ID esmentada. També és possible programar una reunió anticipadament.

## Seguretat
Les sessions de TeamViewer es codifiquen per mitjà de l'algorisme RSA (1024-bit) de xifratge de clau pública, i AES (256-bit).
A la configuració predeterminada, el programari utilitza un dels servidors de TeamViewer.com per connectar l'equip local i el remot. No obstant, en el 70% dels casos després del d'accedir al protocol d'enllaç, s'estableix una connexió directa via UDP o TCP. La resta de connexions s'enruten a través del router de la xarxa de TeamViewer GmbH (túnnels TCP o HTTP).

## Usos fraudulents
Mitjançant trucades telefòniques a través de TeamViewer i altres serveis, s'han realitzat estafes de suport tècnic. El mètode que segueixen consisteix en trucar a la víctima, ja sigui a l'atzar o d'una llista, fent-se passar per un servei de suport informàtic al·legant que el seu ordinador ha estat infectat per un programari maliciós, sovint utilitzant el nom d'alguna companyia com Microsoft.

## Historial de versions
| Versió | Data          | Descripció |
| ------ | ------------- | --- |
| 12     | Desembre 2016 | Noves característiques: suport Windows 10, y Chrome OS, desplegament massiu de TeamViewer a Android Nougat and iOS 10, Sessions remotes més fluides, Pestanyes de control remot per macOS, Notificacions i xat per casos de servei, Nota remota, Connexions d'imatges d'alta freqüència, Interfície de client simplificada, Configuració de connexions intel·ligent, OneDrive per la empresa, Transferència d'arxius més ràpida, Desplegament silenciós de TeamViewer Host, Panell del dispositiu remot, Reescriptura del codi base per a un millor rendiment, Informes de connexió al dispositiu, Connexions remotes de mòbil a mòbil, Assignació de polítiques de TeamViewer, Suport per Windows Phone.                                                                                    |
| 11     | Desembre 2015 | |
| 10     | Desembre 2014 | |
| 9      | Desembre 2013 | |
| 8      | Desembre 2012 | Noves característiques: traspàs de sessions d'un expert a un altre, deixar comentaris en les sessions per a la documentació de facturació, compartir grups seleccionats amb altres comptes de TeamViewer, impressió remota fàcil a la oficina de casa, programar reunions en línia fàcilment a Microsoft Outlook, enregistrament de sessions (incloent so i vídeo per documentació perfecta), so remot i vídeo, tancament de sessió del compte remot, bloquejament automàtic de l'equip després d'accés remot, compatibilitat amb el set de Control d'Administració de TeamViewer: Control remot de TeamViewer TeamViewer 8 de 9, 8 clients només i les reunions són accessibles per TeamViewer 7 clients. Els usuaris de TeamViewer 8 poden controlar a distància TeamViewer 3, 4, 5, 6 i 7 |
| 7      | Novembre 2011 | |
| 6      | Desembre 2010 | |
| 5      | Desembre 2009 | |